# Convento de San Valentín (Báguena)
El convento de San Valentín es un convento barroco del siglo XVII de la Orden de las hermanas pobres de Santa Clara situado en la localidad aragonesa de Baguena (España). En 2002 fue declarado Bien Catalogado.
Es una construcción sobria de mampostería y ladrillo, en la que la cantería se reserva para la portada principal. El área conventual presenta planta rectangular y cuenta con dos claustros en torno a los que se organizan el resto de las dependencias. Destaca la fachada este: de cuidada composición y diseño procedente de las construcciones civiles, presenta la portada principal articulada en dos cuerpos: el inferior, abierto en arco de medio punto entre pilastras acanaladas, y el superior constituido por un gran frontón partido, flanqueado por pináculos, que enmarca un relieve entre pilastras coronado por entablamento y frontón curvo partido (asimismo flanqueado por pináculos), rematado por la imagen de Santa Clara; todo ello está protegido por un tejadillo. En el resto de la fachada se disponen cuatro ventanas distribuidas simétricamente (dos por planta y con rejería de buena forja). El piso superior presenta una galería de arcos de medio punto doblados y enmarcados por pilastras. Remata la fachada una cornisa de ladrillo muy volada.
La iglesia, adosada a las dependencias conventuales, consta de cabecera poligonal y nave única articulada en seis tramos mediante arcos fajones apeados en pilastras. A ambos lados del primer tramo se abren sendas capillas. La cabecera y los cuatro primeros tramos de la nave se cubren con bóvedas de lunetos, mientras los dos tramos de los pies lo hacen con bóvedas de crucería estrellada, y las capillas con bóvedas de crucería simple. Destaca la decoración esgrafiada a base de motivos vegetales. En el exterior destacan los esbeltos contrafuertes, las ventanas en arco de medio punto abiertas, en tramos alternos, en la zona superior de los muros, y la puerta de acceso, sita en el cuarto tramo del lado de la epístola, precedida de un pequeño atrio de reciente construcción.